# Vanni Sartini
Vanni Sartini (Firenze, 1976. november 14. –) olasz labdarúgóedző.

## Edzői pályafutása
Sartini az olaszországi Firenze városában született.
2008 és 2011 között az AS Mezzana, míg 2011 és 2012 között a Luco di Mugello edzője volt. 2021. augusztus 27-én az észak-amerikai első osztályban szereplő Vancouver Whitecaps vezetőedzője lett. A 2021-es szezont a 6. helyen zárták, majd az egyenes kieséses szakaszban a nyolcaddöntőig jutottak, ahol a Sporting Kansas City búcsúztatta őket.

## Edzői statisztika
2024. augusztus 31. szerint

| Csapat              | Nemzet   | –tól                | –ig                | Mérkőzések | Mérkőzések | Mérkőzések | Mérkőzések | Mérkőzések |
| Csapat              | Nemzet   | –tól                | –ig                | M          | Gy         | V          | D          | Gy %       |
| ------------------- | -------- | ------------------- | ------------------ | ---------- | ---------- | ---------- | ---------- | ---------- |
| Vancouver Whitecaps | Kanada   | 2021. augusztus 27. | 2024. november 25. | 147        | 59         | 38         | 50         | 40,1       |
| Összesen            | Összesen | Összesen            | Összesen           | 147        | 59         | 38         | 50         | 40,1       |

## Sikerei, díjai

### Edzőként
Vancouver Whitecaps
- Kanadai Kupa
  - Győztes (3): 2022, 2023, 2024